# Daniel Turek
Pour les articles homonymes, voir Turek.
Daniel "Dan" Turek, né le 19 janvier 1993, est un coureur cycliste tchèque.

## Biographie
Au mois d'août 2018, il termine dixième du Tour de République tchèque.
En aout 2019, il termine quinzième du Grand Prix de la ville de Zottegem.
En 2020, il est sélectionné pour représenter son pays aux championnats d'Europe de cyclisme sur route organisés à Plouay dans le Morbihan. Il se classe trente-et-unième de la course en ligne.

## Palmarès et résultats

### Par année
- 2010
  -  Champion de République tchèque du contre-la-montre juniors
- 2012
  - 3e du championnat de République tchèque du contre-la-montre espoirs
- 2014
  - 2e du championnat de République tchèque sur route espoirs
- 2015
  - 4e étape du Tour d'Azerbaïdjan
  - 1re étape du Tour de Berlin
  - 2e de Velká Bíteš-Brno-Velká Bíteš
  - 2e du championnat de République tchèque du contre-la-montre espoirs
  - 3e du championnat de République tchèque sur route espoirs
- 2016
  - 3e du Tour de Hongrie
- 2018
  - 4e étape du Tour de Vysočina
  - 2e du Tour de Vysočina
- 2020
  - 2e du Dookoła Mazowsza
- 2021
  - 1re étape du Tour de Haute-Autriche
  - 3e étape du Circuit des Ardennes international
  - 2e de Brno-Velká Bíteš-Brno
  - 2e du Visegrad 4 Bicycle Race - GP Czech Republic
  - 3e du championnat de République tchèque sur route
- 2022
  - Rad-Bundesliga
  - Eröffnungsrennen Leonding
  - Peter Dittrich Gedenkrennen
  - 3e du Grand Prix Vorarlberg
- 2025
  - Velká Bíteš-Brno-Velká Bíteš

### Classements mondiaux
| Année                                 | 2013  | 2014 | 2015 | 2016 | 2017 | 2018  | 2019 | 2020 | 2021 | 2022 | 2023  | 2024  |
| ------------------------------------- | ----- | ---- | ---- | ---- | ---- | ----- | ---- | ---- | ---- | ---- | ----- | ----- |
| Classement mondial                    |       |      |      | 543e | 612e | 1038e | 755e | 528e | 521e | nc   | 1062e | 1845e |
| UCI Europe Tour                       | 1200e | 710e | 441e | 367e | 355e | 948e  | 551e | 431e | 422e | nc   | nc    | nc    |
| UCI Asia Tour                         | nc    | nc   | nc   | nc   | nc   | 269e  |      |      |      |      |       |       |
| UCI America Tour                      | nc    | nc   | nc   | 257e | nc   | nc    |      |      |      |      |       |       |
|                                       |       |      |      |      |      |       |      |      |      |      |       |       |
| Légende : nc = non classéSource : UCI |       |      |      |      |      |       |      |      |      |      |       |       |